# توماس جونز (عسكري)
توماس جونز (بالإنجليزية: Thomas Jones)‏ هو عسكري أمريكي، ولد في 1820 في بالتيمور في الولايات المتحدة، وتوفي في 11 ديسمبر 1892 في أنابولس في الولايات المتحدة.